# Fedor Vidas
Fedor Vidas (Bakar, 13. siječnja 1924. - Čakovec 17. siječnja 2018.), hrvatski književnik, novinar, urednik i scenarist.

## Životopis
Studirao je na Pravnom fakultetu u Zagrebu od 1946. do 1951. Od 1949. radi kao novinar. Utemeljio je časopis "Novela" 1952. U književnom tjedniku Telegram je bio urednik i zamjenik glavnog urednika (1960. – 65.), a u Oku je od 1976. do 1989. uređivao kulturne informacije iz inozemstva.
U književnosti je pripadao naraštaju krugovaša. Pisao je novele na tragu američke kratke priče. Njegovi protagonisti su mladi ljudi iz zagrebačke urbane sredine u poraću, prikazani u situacijama njihove svakodnevnice ("Popodne kad sam sretan", 1954; "Ponedjeljak ili utorak", 1961; "Novele", 1964; "Na izmaku ljeta", 1975). Prozni izraz je sagradio od kratkih, škrtih rečenica, vrsno vođenih dijaloga, nenametljive liričnosti i detalja koje je bilježio s vrsnim darom. Nakon Drugog svjetskog rata među prvima je raskinuo s tradicionalnim literarnim normama, najavio nove pravce razvoja domaće proze, i uspješno prikazao ozračje i duh vremena. Novele su mu prevedene na više stranih jezika i uvrštene u domaće i inozemne antologije.
Autor je radio-drama "Scenaristi" (1964), "Djevojke dolaze u devet" (1968), "Šum" (1969), "Konj je stao" (1970) i "Čestitke" (1970) i televizijskih drama "Gdje je duša moga djetinjstva" (1968), "Ožiljak" (1969), "Kainov znak" (1970), "Ljubav na bračni način" (1970), "Okreni leđa vjetru" (1972). Pisao je i filmske scenarije ("Martin u oblacima" Branka Bauera, 1961; "Abeceda straha" Fadila Hadžića, koscenarist, 1961; "Ključ" Vanče Kljakovića, koscenarist, 1965; "Metamorfoza" Aleksandra Marksa i Vladimira Jutriše, 1965; "Ponedjeljak ili utorak" Vatroslava Mimice, koscenarist, 1966).
Bio je član Društva hrvatskih književnika od 1956.